# Thoracostoma jollaense
Thoracostoma jollaense är en rundmaskart som beskrevs av Allgen 1947. Thoracostoma jollaense ingår i släktet Thoracostoma och familjen Leptosomatidae. Inga underarter finns listade i Catalogue of Life.